# Liste der Nummer-eins-Hits in Kanada (2017)
Dies ist eine Liste der Nummer-eins-Hits in Kanada im Jahr 2017. Die basiert auf den offiziellen Top-20-Album- und Trackcharts von Music Canada im Auftrag der kanadischen Vertretung der IFPI.

## Singles
| ← 2016 ← | Liste der Nummer-eins-Hits in Kanada | Liste der Nummer-eins-Hits in Kanada | Liste der Nummer-eins-Hits in Kanada                                                                                   | 2018 →                    |
| \| Zeitraum \| Wo. ges. \| Interpret \| Titel Autor(en) \| Zusätzliche Informationen \| \| (Zeitraum, Wochen auf Platz eins, Interpret, Titel, Autor[en], zusätzliche Informationen) \| \| \| \| \| \| ----------------------------------------------------------------------------------------- \| -------- \| ----------------------------- \| ---------------------------------------------------------------------------------------------------------------------- \| ------------------------- \| \| 26. Dezember 2016 – 1. Januar 2017 1 Woche \| 1 \| Bruno Mars \| 24k Magic Bruno Mars, Philip Lawrence, Christopher Brody Brown \| – \| \| 2. Januar 2017 – 15. Januar 2017 2 Wochen (insgesamt 11) \| 11 \| The Chainsmokers feat. Halsey \| Closer Isaac Slade, Joseph King, Andrew Taggart, Shaun Frank, Frederic Kennet \| – \| \| 16. Januar 2017 – 16. April 2017 13 Wochen (insgesamt 14) \| 14 \| Ed Sheeran \| Shape of You Ed Sheeran, Steve Mac, Johnny McDaid \| – \| \| 17. April 2017 – 23. April 2017 1 Woche \| 1 \| Harry Styles \| Sign of the Times Jeff Bhasker, Harry Styles, Tyler Johnson, Alex Salibian, Mitch Rowland, Ryan Nasci \| – \| \| 24. April 2017 – 30. April 2017 1 Woche (insgesamt 14) \| 14 \| Ed Sheeran \| Shape of You Ed Sheeran, Steve Mac, Johnny McDaid \| – \| \| 1. Mai 2017 – 20. August 2017 16 Wochen (insgesamt 17) \| 17 \| Luis Fonsi feat. Daddy Yankee \| Despacito Luis Fonsi, Erika Ender \| – \| \| 21. August 2017 – 27. August 2017 1 Woche \| 1 \| Pink \| What About Us? Steve Mac, John McDaid, Alecia B. Moore \| – \| \| 28. August 2017 – 3. September 2017 1 Woche (insgesamt 17) \| 17 \| Luis Fonsi feat. Daddy Yankee \| Despacito Luis Fonsi, Erika Ender \| – \| \| 4. September 2017 – 10. September 2017 1 Woche (insgesamt 2) \| 2 \| Taylor Swift \| Look What You Made Me Do Jack Antonoff, Christopher Fairbrass, Richard Fairbrass, Robert Francis Manzoli, Taylor Swift \| – \| \| 11. September 2017 – 17. September 2017 1 Woche \| 1 \| Taylor Swift \| …Ready for It? Max Martin, Ali Payami, Johan Karl Schuster, Taylor Swift \| – \| \| 18. September 2017 – 24. September 2017 1 Woche \| 1 \| Sam Smith \| Too Good at Goodbyes Mikkel Storleer Eriksen, Tor Erik Hermansen, James Napier, Frederick Samuel Smith \| – \| \| 25. September 2017 – 1. Oktober 2017 1 Woche (insgesamt 2) \| 2 \| Post Malone \| Rockstar Olufunmibi Awoshiley, Louis Russell Bell, Shayaa Joseph, Austin Post \| – \| \| 2. Oktober 2017 – 8. Oktober 2017 1 Woche (insgesamt 2) \| 2 \| Taylor Swift \| Look What You Made Me Do Jack Antonoff, Christopher Fairbrass, Richard Fairbrass, Robert Francis Manzoli, Taylor Swift \| – \| \| 9. Oktober 2017 – 15. Oktober 2017 1 Woche \| 1 \| J Balvin & Willy William \| Mi gente José Osorio, Willy William, Adam Ashadally, Andrés David Restrepo, Mohombi Nzasi Moupondo \| – \| \| 16. Oktober 2017 – 22. Oktober 2017 1 Woche (insgesamt 2) \| 2 \| Post Malone \| Rockstar Olufunmibi Awoshiley, Louis Russell Bell, Shayaa Joseph, Austin Post \| – \| \| 23. Oktober 2017 – 11. Februar 2018 16 Wochen (insgesamt 19) \| 19 \| Ed Sheeran \| Perfect Edward Christopher Sheeran \| – \| |                                      |                                      | |                           |
| ← 2016 |                                      |                                      | | → 2018 →                  |
| Zeitraum | Wo. ges.                             | Interpret                            | Titel Autor(en) | Zusätzliche Informationen |
| (Zeitraum, Wochen auf Platz eins, Interpret, Titel, Autor[en], zusätzliche Informationen) |                                      |                                      | |                           |
| 26. Dezember 2016 – 1. Januar 2017 1 Woche | 1                                    | Bruno Mars                           | 24k Magic Bruno Mars, Philip Lawrence, Christopher Brody Brown                                                         | –                         |
| 2. Januar 2017 – 15. Januar 2017 2 Wochen (insgesamt 11) | 11                                   | The Chainsmokers feat. Halsey        | Closer Isaac Slade, Joseph King, Andrew Taggart, Shaun Frank, Frederic Kennet                                          | –                         |
| 16. Januar 2017 – 16. April 2017 13 Wochen (insgesamt 14) | 14                                   | Ed Sheeran                           | Shape of You Ed Sheeran, Steve Mac, Johnny McDaid                                                                      | –                         |
| 17. April 2017 – 23. April 2017 1 Woche | 1                                    | Harry Styles                         | Sign of the Times Jeff Bhasker, Harry Styles, Tyler Johnson, Alex Salibian, Mitch Rowland, Ryan Nasci                  | –                         |
| 24. April 2017 – 30. April 2017 1 Woche (insgesamt 14) | 14                                   | Ed Sheeran                           | Shape of You Ed Sheeran, Steve Mac, Johnny McDaid                                                                      | –                         |
| 1. Mai 2017 – 20. August 2017 16 Wochen (insgesamt 17) | 17                                   | Luis Fonsi feat. Daddy Yankee        | Despacito Luis Fonsi, Erika Ender                                                                                      | –                         |
| 21. August 2017 – 27. August 2017 1 Woche | 1                                    | Pink                                 | What About Us? Steve Mac, John McDaid, Alecia B. Moore                                                                 | –                         |
| 28. August 2017 – 3. September 2017 1 Woche (insgesamt 17) | 17                                   | Luis Fonsi feat. Daddy Yankee        | Despacito Luis Fonsi, Erika Ender                                                                                      | –                         |
| 4. September 2017 – 10. September 2017 1 Woche (insgesamt 2) | 2                                    | Taylor Swift                         | Look What You Made Me Do Jack Antonoff, Christopher Fairbrass, Richard Fairbrass, Robert Francis Manzoli, Taylor Swift | –                         |
| 11. September 2017 – 17. September 2017 1 Woche | 1                                    | Taylor Swift                         | …Ready for It? Max Martin, Ali Payami, Johan Karl Schuster, Taylor Swift                                               | –                         |
| 18. September 2017 – 24. September 2017 1 Woche | 1                                    | Sam Smith                            | Too Good at Goodbyes Mikkel Storleer Eriksen, Tor Erik Hermansen, James Napier, Frederick Samuel Smith                 | –                         |
| 25. September 2017 – 1. Oktober 2017 1 Woche (insgesamt 2) | 2                                    | Post Malone                          | Rockstar Olufunmibi Awoshiley, Louis Russell Bell, Shayaa Joseph, Austin Post                                          | –                         |
| 2. Oktober 2017 – 8. Oktober 2017 1 Woche (insgesamt 2) | 2                                    | Taylor Swift                         | Look What You Made Me Do Jack Antonoff, Christopher Fairbrass, Richard Fairbrass, Robert Francis Manzoli, Taylor Swift | –                         |
| 9. Oktober 2017 – 15. Oktober 2017 1 Woche | 1                                    | J Balvin & Willy William             | Mi gente José Osorio, Willy William, Adam Ashadally, Andrés David Restrepo, Mohombi Nzasi Moupondo                     | –                         |
| 16. Oktober 2017 – 22. Oktober 2017 1 Woche (insgesamt 2) | 2                                    | Post Malone                          | Rockstar Olufunmibi Awoshiley, Louis Russell Bell, Shayaa Joseph, Austin Post                                          | –                         |
| 23. Oktober 2017 – 11. Februar 2018 16 Wochen (insgesamt 19) | 19                                   | Ed Sheeran                           | Perfect Edward Christopher Sheeran                                                                                     | –                         |

## Alben
| ← 2016 ← | Liste der Nummer-eins-Hits in Kanada | Liste der Nummer-eins-Hits in Kanada | Liste der Nummer-eins-Hits in Kanada  | 2018 →                    |
| \| Zeitraum \| Wo. ges. \| Interpret \| Titel \| Zusätzliche Informationen \| \| (Zeitraum, Wochen auf Platz eins, Interpret, Titel, zusätzliche Informationen) \| \| \| \| \| \| ------------------------------------------------------------------------------ \| -------- \| ----------------------- \| ------------------------------------- \| ------------------------- \| \| 26. Dezember 2016 – 1. Januar 2017 1 Woche \| 1 \| Pentatonix \| A Pentatonix Christmas \| – \| \| 2. Januar 2017 – 15. Januar 2017 2 Wochen (insgesamt 5) \| 5 \| Metallica \| Hardwired…to Self-Destruct \| – \| \| 16. Januar 2017 – 22. Januar 2017 1 Woche (insgesamt 2) \| 2 \| The Weeknd \| Starboy \| – \| \| 23. Januar 2017 – 29. Januar 2017 1 Woche \| 1 \| The xx \| I See You \| – \| \| 30. Januar 2017 – 5. Februar 2017 1 Woche \| 1 \| John Mayer \| The Search for Everything \| – \| \| 6. Februar 2017 – 12. Februar 2017 1 Woche \| 1 \| Migos \| Culture \| – \| \| 13. Februar 2017 – 19. Februar 2017 1 Woche \| 1 \| Big Wreck \| Grace Street \| – \| \| 20. Februar 2017 – 26. Februar 2017 1 Woche \| 1 \| (Soundtrack) \| Fifty Shades Darker \| – \| \| 27. Februar 2017 – 5. März 2017 1 Woche \| 1 \| Future \| Future \| – \| \| 6. März 2017 – 12. März 2017 1 Woche \| 1 \| Future \| Hndrxx \| – \| \| 13. März 2017 – 26. März 2017 2 Wochen (insgesamt 6) \| 6 \| Ed Sheeran \| ÷ \| – \| \| 27. März 2017 – 2. April 2017 1 Woche \| 1 \| Drake \| More Life \| – \| \| 3. April 2017 – 16. April 2017 2 Wochen (insgesamt 5) \| 5 \| Ed Sheeran \| ÷ \| – \| \| 17. April 2017 – 23. April 2017 1 Woche \| 1 \| The Chainsmokers \| Memories … Do Not Open \| – \| \| 24. April 2017 – 30. April 2017 1 Woche \| 1 \| John Mayer \| The Search for Everything \| – \| \| 1. Mai 2017 – 7. Mai 2017 1 Woche \| 1 \| Kendrick Lamar \| Damn \| – \| \| 8. Mai 2017 – 14. Mai 2017 1 Woche \| 1 \| Gorillaz \| Humanz \| – \| \| 15. Mai 2017 – 21. Mai 2017 1 Woche \| 1 \| Chris Stapleton \| From A Room: Volume 1 \| – \| \| 22. Mai 2017 – 28. Mai 2017 1 Woche \| 1 \| Harry Styles \| Harry Styles \| – \| \| 29. Mai 2017 – 4. Juni 2017 1 Woche \| 1 \| Linkin Park \| One More Light \| – \| \| 5. Juni 2017 – 11. Juni 2017 1 Woche \| 1 \| The Beatles \| Sgt. Pepper’s Lonely Hearts Club Band \| – \| \| 12. Juni 2017 – 18. Juni 2017 1 Woche \| 1 \| Halsey \| Hopeless Fountain Kingdom \| – \| \| 19. Juni 2017 – 25. Juni 2017 1 Woche \| 1 \| Katy Perry \| Witness \| – \| \| 26. Juni 2017 – 2. Juli 2017 1 Woche \| 1 \| Lorde \| Melodrama \| – \| \| 3. Juli 2017 – 16. Juli 2017 2 Wochen \| 2 \| Imagine Dragons \| Evolve \| – \| \| 17. Juli 2017 – 23. Juli 2017 1 Woche \| 1 \| Jay-Z \| 4:44 \| – \| \| 24. Juli 2017 – 30. Juli 2017 1 Woche (insgesamt 5) \| 5 \| Metallica \| Hardwired…to Self-Destruct \| – \| \| 31. Juli 2017 – 6. August 2017 1 Woche \| 1 \| Lana Del Rey \| Lust for Life \| – \| \| 7. August 2017 – 20. August 2017 2 Wochen (insgesamt 2) \| 2 \| Arcade Fire \| Everything Now \| – \| \| 21. August 2017 – 27. August 2017 1 Woche \| 1 \| Kesha \| Rainbow \| – \| \| 28. August 2017 – 3. September 2017 1 Woche (insgesamt 2) \| 2 \| Arcade Fire \| Everything Now \| – \| \| 4. September 2017 – 10. September 2017 1 Woche \| 1 \| Queens of the Stone Age \| Villains \| – \| \| 11. September 2017 – 17. September 2017 1 Woche \| 1 \| LCD Soundsystem \| American Dream \| – \| \| 18. September 2017 – 24. September 2017 1 Woche \| 1 \| The National \| Sleep Well Beast \| – \| \| 25. September 2017 – 1. Oktober 2017 1 Woche \| 1 \| Foo Fighters \| Concrete & Gold \| – \| \| 2. Oktober 2017 – 8. Oktober 2017 1 Woche \| 1 \| The Killers \| Wonderful Wonderful \| – \| \| 9. Oktober 2017 – 15. Oktober 2017 1 Woche (insgesamt 2) \| 2 \| Shania Twain \| Now \| – \| \| 16. Oktober 2017 – 22. Oktober 2017 1 Woche \| 1 \| Pierre Lapointe \| La Science du cœur \| – \| \| 23. Oktober 2017 – 29. Oktober 2017 1 Woche \| 1 \| Pink \| Beautiful Trauma \| – \| \| 30. Oktober 2017 – 5. November 2017 1 Woche \| 1 \| Niall Horan \| Flicker \| – \| \| 6. November 2017 – 12. November 2017 1 Woche \| 1 \| Gord Downie \| Introduce Yerself \| – \| \| 13. November 2017 – 19. November 2017 1 Woche \| 1 \| Sam Smith \| The Thrill of It All \| – \| \| 20. November 2017 – 10. Dezember 2017 3 Wochen \| 3 \| Taylor Swift \| Reputation \| – \| \| 11. Dezember 2017 – 24. Dezember 2017 2 Wochen \| 2 \| U2 \| Songs of Experience \| – \| \| 25. Dezember 2017 – 7. Januar 2018 2 Wochen \| 2 \| Eminem \| Revival \| – \| |                                      |                                      |                                       |                           |
| ← 2016 |                                      |                                      |                                       | → 2018 →                  |
| Zeitraum | Wo. ges.                             | Interpret                            | Titel                                 | Zusätzliche Informationen |
| (Zeitraum, Wochen auf Platz eins, Interpret, Titel, zusätzliche Informationen) |                                      |                                      |                                       |                           |
| 26. Dezember 2016 – 1. Januar 2017 1 Woche | 1                                    | Pentatonix                           | A Pentatonix Christmas                | –                         |
| 2. Januar 2017 – 15. Januar 2017 2 Wochen (insgesamt 5) | 5                                    | Metallica                            | Hardwired…to Self-Destruct            | –                         |
| 16. Januar 2017 – 22. Januar 2017 1 Woche (insgesamt 2) | 2                                    | The Weeknd                           | Starboy                               | –                         |
| 23. Januar 2017 – 29. Januar 2017 1 Woche | 1                                    | The xx                               | I See You                             | –                         |
| 30. Januar 2017 – 5. Februar 2017 1 Woche | 1                                    | John Mayer                           | The Search for Everything             | –                         |
| 6. Februar 2017 – 12. Februar 2017 1 Woche | 1                                    | Migos                                | Culture                               | –                         |
| 13. Februar 2017 – 19. Februar 2017 1 Woche | 1                                    | Big Wreck                            | Grace Street                          | –                         |
| 20. Februar 2017 – 26. Februar 2017 1 Woche | 1                                    | (Soundtrack)                         | Fifty Shades Darker                   | –                         |
| 27. Februar 2017 – 5. März 2017 1 Woche | 1                                    | Future                               | Future                                | –                         |
| 6. März 2017 – 12. März 2017 1 Woche | 1                                    | Future                               | Hndrxx                                | –                         |
| 13. März 2017 – 26. März 2017 2 Wochen (insgesamt 6) | 6                                    | Ed Sheeran                           | ÷                                     | –                         |
| 27. März 2017 – 2. April 2017 1 Woche | 1                                    | Drake                                | More Life                             | –                         |
| 3. April 2017 – 16. April 2017 2 Wochen (insgesamt 5) | 5                                    | Ed Sheeran                           | ÷                                     | –                         |
| 17. April 2017 – 23. April 2017 1 Woche | 1                                    | The Chainsmokers                     | Memories … Do Not Open                | –                         |
| 24. April 2017 – 30. April 2017 1 Woche | 1                                    | John Mayer                           | The Search for Everything             | –                         |
| 1. Mai 2017 – 7. Mai 2017 1 Woche | 1                                    | Kendrick Lamar                       | Damn                                  | –                         |
| 8. Mai 2017 – 14. Mai 2017 1 Woche | 1                                    | Gorillaz                             | Humanz                                | –                         |
| 15. Mai 2017 – 21. Mai 2017 1 Woche | 1                                    | Chris Stapleton                      | From A Room: Volume 1                 | –                         |
| 22. Mai 2017 – 28. Mai 2017 1 Woche | 1                                    | Harry Styles                         | Harry Styles                          | –                         |
| 29. Mai 2017 – 4. Juni 2017 1 Woche | 1                                    | Linkin Park                          | One More Light                        | –                         |
| 5. Juni 2017 – 11. Juni 2017 1 Woche | 1                                    | The Beatles                          | Sgt. Pepper’s Lonely Hearts Club Band | –                         |
| 12. Juni 2017 – 18. Juni 2017 1 Woche | 1                                    | Halsey                               | Hopeless Fountain Kingdom             | –                         |
| 19. Juni 2017 – 25. Juni 2017 1 Woche | 1                                    | Katy Perry                           | Witness                               | –                         |
| 26. Juni 2017 – 2. Juli 2017 1 Woche | 1                                    | Lorde                                | Melodrama                             | –                         |
| 3. Juli 2017 – 16. Juli 2017 2 Wochen | 2                                    | Imagine Dragons                      | Evolve                                | –                         |
| 17. Juli 2017 – 23. Juli 2017 1 Woche | 1                                    | Jay-Z                                | 4:44                                  | –                         |
| 24. Juli 2017 – 30. Juli 2017 1 Woche (insgesamt 5) | 5                                    | Metallica                            | Hardwired…to Self-Destruct            | –                         |
| 31. Juli 2017 – 6. August 2017 1 Woche | 1                                    | Lana Del Rey                         | Lust for Life                         | –                         |
| 7. August 2017 – 20. August 2017 2 Wochen (insgesamt 2) | 2                                    | Arcade Fire                          | Everything Now                        | –                         |
| 21. August 2017 – 27. August 2017 1 Woche | 1                                    | Kesha                                | Rainbow                               | –                         |
| 28. August 2017 – 3. September 2017 1 Woche (insgesamt 2) | 2                                    | Arcade Fire                          | Everything Now                        | –                         |
| 4. September 2017 – 10. September 2017 1 Woche | 1                                    | Queens of the Stone Age              | Villains                              | –                         |
| 11. September 2017 – 17. September 2017 1 Woche | 1                                    | LCD Soundsystem                      | American Dream                        | –                         |
| 18. September 2017 – 24. September 2017 1 Woche | 1                                    | The National                         | Sleep Well Beast                      | –                         |
| 25. September 2017 – 1. Oktober 2017 1 Woche | 1                                    | Foo Fighters                         | Concrete & Gold                       | –                         |
| 2. Oktober 2017 – 8. Oktober 2017 1 Woche | 1                                    | The Killers                          | Wonderful Wonderful                   | –                         |
| 9. Oktober 2017 – 15. Oktober 2017 1 Woche (insgesamt 2) | 2                                    | Shania Twain                         | Now                                   | –                         |
| 16. Oktober 2017 – 22. Oktober 2017 1 Woche | 1                                    | Pierre Lapointe                      | La Science du cœur                    | –                         |
| 23. Oktober 2017 – 29. Oktober 2017 1 Woche | 1                                    | Pink                                 | Beautiful Trauma                      | –                         |
| 30. Oktober 2017 – 5. November 2017 1 Woche | 1                                    | Niall Horan                          | Flicker                               | –                         |
| 6. November 2017 – 12. November 2017 1 Woche | 1                                    | Gord Downie                          | Introduce Yerself                     | –                         |
| 13. November 2017 – 19. November 2017 1 Woche | 1                                    | Sam Smith                            | The Thrill of It All                  | –                         |
| 20. November 2017 – 10. Dezember 2017 3 Wochen | 3                                    | Taylor Swift                         | Reputation                            | –                         |
| 11. Dezember 2017 – 24. Dezember 2017 2 Wochen | 2                                    | U2                                   | Songs of Experience                   | –                         |
| 25. Dezember 2017 – 7. Januar 2018 2 Wochen | 2                                    | Eminem                               | Revival                               | –                         |